# Keyboards
Keyboards (Eigenschreibweise versal) ist ein viermal jährlich erscheinendes Musikfachmagazin, das seit 1984 im MM-Musik-Media-Verlag in der Zweigniederlassung Köln erscheint.
Inhalte von Keyboards sind News, Tipps, Workshops, Transkriptionen und Tests rund um Tasteninstrumente sowie verschiedene elektronische Musikinstrumente. Neben der Fachzeitschrift betreibt der Verlag eine Website, auf der weitere Informationen, Downloads und Filmberichte angeboten werden.
Chefredakteur seit 2018 ist Marc Bohn.

## Geschichte
Das Magazin wurde 1984 von Gerald Dellmann und Martin Thewes gegründet. Von 1984 bis 2006 erschien Keyboards im monatlichen Rhythmus und bediente die volle Bandbreite der elektronischen Musik. 2006 erhielt das Fachmagazin mit Sound & Recording einen Ableger. Seitdem stehen bei Keyboards weniger die Softwarelösungen, sondern mehr die Hardware-Keyboards im Vordergrund. Von 2006 bis 2014 erschien das Magazin zweimonatlich. 2006 wurde das Magazin Keyboards mit dem von 2005 bis 2006 erschienenen Magazin Funtasten zusammengeführt und hieß von 4/2006 bis 1/2009 Keyboards funtasten. Von 2/2009 bis 1/2010 erschien als Nebentitel Funtasten. Seit 2015 erscheint Keyboards im dreimonatlichen Rhythmus.